# 480-km-Rennen von Spa-Francorchamps 1990

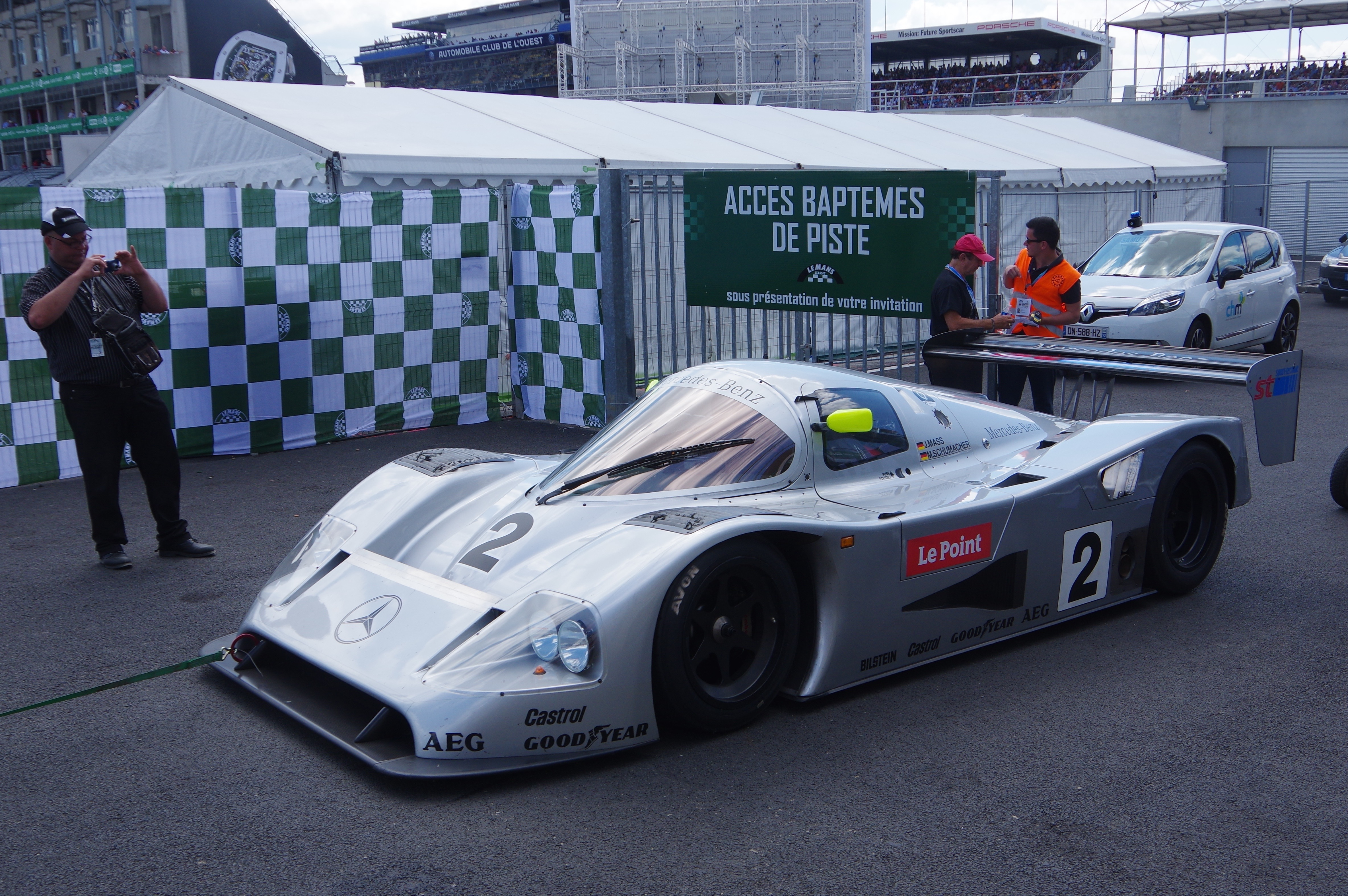
Siegerwagenmodel Mercedes-Benz C11

Das 19. 1000-km-Rennen von Spa-Francorchamps, auch FIA WSPC - Coupes de Spa, Spa Francorchamps, fand am 3. Juni 1990 auf dem Circuit de Spa-Francorchamps statt und war der vierte Wertungslauf der Sportwagen-Weltmeisterschaft dieses Jahres.

## Das Rennen
Bereits 1989 ließ der neue Weltmeisterschafts-Promoter Bernie Ecclestone die Renndistanzen der klassischen 1000-km-Rennen um mehr als die Hälfte verkürzen, um für Fernsehanstalten wieder attraktiver zu werden. Eine mehr als sechs Stunden dauernde Motorsportveranstaltung kostete die meisten namhaften Anstalten zu viel an Sendezeit. Damit die Fahrzeit des Siegerteams unter der geforderten 3-Stunden-Grenze blieb, betrug die Renndistanz nurmehr 480 Kilometer.
Nach dem Erfolg beim 480-km-Rennen von Silverstone, musste sich das von Tom Walkinshaw geführte Jaguar-Team der Sauber-Rennmannschaft wieder geschlagen geben. Nach einer Fahrzeit von 2:42:54,880 Stunden siegten Jochen Mass und Karl Wendlinger im Mercedes-Benz C11 mit einem Vorsprung von 1 ½-Minuten auf den Jaguar XJR-11 von Jan Lammers und Andy Wallace. Knapp dahinter kamen Julian Bailey und Kenny Acheson im Nissan R90CK als Dritte ins Ziel.

## Ergebnisse

### Schlussklassement
| 1               | C1 | 2T  | Team Sauber Mercedes             | Jochen Mass Karl Wendlinger          | Mercedes-Benz C11 | 70 |
| 2               | C1 | 4   | Silk Cut Jaguar                  | Jan Lammers Andy Wallace             | Jaguar XJR-11     | 70 |
| 3               | C1 | 23  | Nissan Motorsports International | Julian Bailey Kenny Acheson          | Nissan R90CK      | 70 |
| 4               | C1 | 22  | Spice Engineering                | Tim Harvey Fermín Vélez              | Spice SE90C       | 69 |
| 5               | C1 | 15  | Brun Motorsport                  | Oscar Larrauri Harald Huysman        | Porsche 962C      | 69 |
| 6               | C1 | 14  | Richard Lloyd Racing             | Steven Andskär Manuel Reuter         | Porsche 962C GTi  | 69 |
| 7               | C1 | 7   | Joest Porsche Racing             | Bob Wollek Frank Jelinski            | Porsche 962C      | 69 |
| 8               | C1 | 1   | Team Sauber Mercedes             | Mauro Baldi Jean-Louis Schlesser     | Mercedes-Benz C11 | 68 |
| 9               | C1 | 10  | Porsche Kremer Racing            | Bernd Schneider Sarel van der Merwe  | Porsche 962C K6   | 68 |
| 10              | C1 | 24  | Nissan Motorsports International | Mark Blundell Gianfranco Brancatelli | Nissan R90CK      | 67 |
| 11              | C1 | 27  | Obermaier Racing                 | Otto Altenbach Jürgen Lässig         | Porsche 962C      | 67 |
| 12              | C1 | 11  | Porsche Kremer Racing            | Anders Olofsson Anthony Reid         | Porsche 962C K6   | 66 |
| 13              | C1 | 32  | Konrad Motorsport                | Franz Konrad Harri Toivonen          | Porsche 962C      | 65 |
| 14              | C1 | 17  | Brun Motorsport                  | Massimo Sigala Bernard Santal        | Porsche 962C      | 65 |
| 15              | C1 | 6   | Joest Racing                     | Henri Pescarolo Jean-Louis Ricci     | Porsche 962C      | 65 |
| 16              | C1 | 9   | Joest Porsche Racing             | Stanley Dickens Louis Krages         | Porsche 962C      | 65 |
| 17              | C1 | 19  | Team Davey                       | Giovanni Lavaggi Tim Lee-Davey       | Porsche 962C      | 65 |
| 18              | C1 | 36  | Toyota Team Tom’s                | Johnny Dumfries John Watson          | Toyota 90C-V      | 63 |
| 19              | C1 | 28  | Chamberlain Engineering          | Cor Euser Mario Hytten               | Spice SE89C       | 63 |
| 20              | C1 | 12  | Courage Compétition              | Costas Los Bernard Thuner            | Cougar C24S       | 62 |
| 21              | C1 | 39  | Swiss Team Salamin               | Antoine Salamin Luigi Taverna        | Porsche 962C      | 60 |
| 22              | C1 | 34  | Equipe Alméras Fréres            | Jacques Alméras Jean-Marie Alméras   | Porsche 962C      | 58 |
| 23              | C1 | 40  | The Berkeley Team London         | Ranieri Randaccio Stefano Sebastiani | Spice SE89C       | 58 |
| 24              | C1 | 30  | GP Motorsport                    | Jari Nurminen Quirin Bovy            | Spice SE90C       | 56 |
| 25              | C1 | 35  | Louis Descartes                  | François Migault Denis Morin         | ALD C289          | 56 |
| Ausgefallen     |    |     |                                  |                                      |                   |    |
| 26              | C1 | 16  | Brun Motorsport                  | Jesús Pareja Walter Brun             | Porsche 962C      | 62 |
| 27              | C1 | 3   | Silk Cut Jaguar                  | Martin Brundle                       | Jaguar XJR-11     | 46 |
| 28              | C1 | 29  | Chamberlain Engineering          | Nick Adams Charles Zwolsman senior   | Spice SE89C       | 40 |
| 29              | C1 | 13  | Courage Compétition              | Pascal Fabre Michel Trollé           | Cougar C24S       | 28 |
| 30              | C1 | 8   | Joest Porsche Racing             | Jonathan Palmer Derek Bell           | Porsche 962C      | 27 |
| 31              | C1 | 26  | Obermaier Racing                 | Jürgen Oppermann Harald Grohs        | Porsche 962C      | 17 |
| Nicht gestartet |    |     |                                  |                                      |                   |    |
| 32              | C1 | 21  | Spice Engineering                | Tim Harvey Fermín Vélez              | Spice SE90C       | 1  |
| 33              | C1 | 37  | Toyota Team Tom’s                | Geoff Lees Aguri Suzuki              | Toyota 90C-V      | 2  |
| 34              | C1 | 41  | Alba Formula Racing              | Marc Brand Fabio Mancini             | Alba AR20         | 3  |
| 35              | C1 | 2   | Team Sauber Mercedes             | Jochen Mass                          | Mercedes-Benz C11 | 4  |
| 36              | C1 | 3T  | Silk Cut Jaguar                  |                                      | Jaguar XJR-11     | 5  |
| 37              | C1 | 10T | Porsche Kremer Racing            | Sarel van der Merwe                  | Porsche 962C      | 6  |
| 38              | C1 | 20  | Team Davey                       | Tim Lee-Davey Alfonso Toledano       | Porsche 962C      | 7  |

1 zurückgezogen
2 Unfall im Training
3 Motorschaden im Training
4 Trainingswagen
5 Trainingswagen
6 Trainingswagen
7 zu spät zum Training erschienen

### Nur in der Meldeliste
Zu diesem Rennen sind keine weiteren Meldungen bekannt.

### Klassensieger
| Klasse | Fahrer      | Fahrer          | Fahrzeug          | Platzierung im Gesamtklassement |
| ------ | ----------- | --------------- | ----------------- | ------------------------------- |
| C1     | Jochen Mass | Karl Wendlinger | Mercedes-Benz C11 | Gesamtsieg                      |

### Renndaten
- Gemeldet: 38
- Gestartet: 31
- Gewertet: 25
- Rennklassen: 1
- Zuschauer: 3000
- Wetter am Renntag: kalt und leichter Regen
- Streckenlänge: 6,940 km
- Fahrzeit des Siegerteams: 2:42:54,880 Stunden
- Gesamtrunden des Siegerteams: 70
- Gesamtdistanz des Siegerteams: 485,800 km
- Siegerschnitt: 178,916 km/h
- Pole Position: Mauro Baldi – Mercedes-Benz C11 (#1) – 1:59,350 = 209,334 km/h
- Schnellste Rennrunde: Mauro Baldi – Mercedes-Benz C11 (#1) – 2:02,211 = 197,954 km/h
- Rennserie: 4. Lauf zur Sportwagen-Weltmeisterschaft 1990